# تورز، استان سیلسین
تورز، استان سیلسین (به لاتین: Turze, Silesian Voivodeship) یک منطقهٔ مسکونی در لهستان است که در Gmina Kuźnia Raciborska واقع شده‌است.

## خصوصیات
تورز ۹۵۰ نفر جمعیت دارد.